# Lycaena standfussi
Lycaena standfussi is een vlinder uit de familie van de Lycaenidae. De wetenschappelijke naam van de soort is voor het eerst geldig gepubliceerd in 1891 door Grigorii Efimovitsch Grumm-Grshimailo. De soort komt voor in Tibet en het westen van China.